# Bundesliga Femenina 2004-05
La Bundesliga Femenina 2004-05 fue la 15.ª edición de la máxima categoría de la liga de fútbol femenino de Alemania. Comenzó el 5 de septiembre de 2004 y terminó el 22 de mayo de 2005. El equipo campeón fue 1. FFC Frankfurt y el subcampeón FCR 2001 Duisburg que además se clasificaron a la Liga de Campeones Femenina de la UEFA.

## Clasificación
| Pos. | Equipo                 | Pts. | PJ | G  | E | P  | GF | GC | Dif. | Clasificación o descenso     |
| ---- | ---------------------- | ---- | -- | -- | - | -- | -- | -- | ---- | ---------------------------- |
| 1    | 1. FFC Frankfurt (C)   | 63   | 22 | 21 | 0 | 1  | 78 | 16 | +62  | Calificó a Liga de Campeones |
| 2    | FCR 2001 Duisburg      | 56   | 22 | 18 | 2 | 2  | 91 | 20 | +71  | Calificó a Liga de Campeones |
| 3    | 1. FFC Turbine Potsdam | 49   | 22 | 16 | 1 | 5  | 79 | 29 | +50  |                              |
| 4    | FC Bayern Múnich       | 33   | 22 | 10 | 3 | 9  | 39 | 37 | +2   |                              |
| 5    | SC 07 Bad Neuenahr     | 33   | 22 | 10 | 3 | 9  | 40 | 42 | −2   |                              |
| 6    | FSV Frankfurt          | 26   | 22 | 7  | 5 | 10 | 37 | 51 | −14  |                              |
| 7    | Heike Rheine           | 25   | 22 | 7  | 4 | 11 | 36 | 54 | −18  |                              |
| 8    | SC Friburgo            | 23   | 22 | 7  | 2 | 13 | 30 | 56 | −26  |                              |
| 9    | Hamburger SV           | 20   | 22 | 6  | 2 | 14 | 20 | 48 | −28  |                              |
| 10   | SGS Essen              | 20   | 22 | 6  | 2 | 14 | 28 | 63 | −35  |                              |
| 11   | TSV Crailsheim         | 18   | 22 | 6  | 0 | 16 | 19 | 49 | −30  | Desciende a 2. Bundesliga    |
| 12   | VfL Wolfsburgo         | 17   | 22 | 5  | 2 | 15 | 26 | 58 | −32  | Desciende a 2. Bundesliga    |

 Fuente: 

## Goleadoras

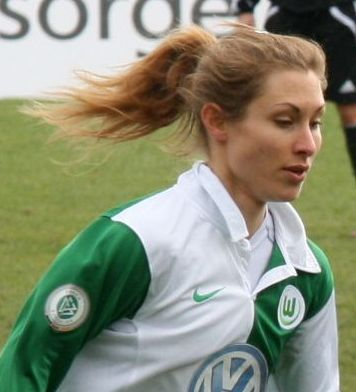
Shelley Thompson, goleadora de la temporada.

| Posición | Jugadora           | Club                   | Goles |
| -------- | ------------------ | ---------------------- | ----- |
| 1        | Shelley Thompson   | FCR 2001 Duisburg      | 30    |
| 2        | Inka Grings        | FCR 2001 Duisburg      | 25    |
| 3        | Birgit Prinz       | 1. FFC Frankfurt       | 18    |
| 4        | Conny Pohlers      | 1. FFC Turbine Potsdam | 17    |
| 4        | Anja Mittag        | 1. FFC Turbine Potsdam | 17    |
| 4        | Sandra Albertz     | 1. FFC Frankfurt       | 17    |
| 7        | Renate Lingor      | 1. FFC Frankfurt       | 15    |
| 8        | Petra Wimbersky    | 1. FFC Turbine Potsdam | 13    |
| 8        | Kerstin Garefrekes | 1. FFC Frankfurt       | 13    |